# Edward Mendel
Edward Mendel (ur. 17 października 1924 r. w Jaranowie, zm. 9 grudnia 1987 r. w Warszawie) – polski historyk, specjalizujący się w historii XIX i XX wieku, historii Śląska, nauczyciel akademicki i wykładowca związany z Wyższą Szkołą Pedagogiczną w Opolu.

## Życiorys
Urodził się w 1924 we wsi Jaranowo, w gminie Bądkowo, w rodzinie chłopskiej. Studia historyczne ukończył w 1961 roku na Uniwersytecie Wrocławskim. W tym samym roku rozpoczął pracę w Wyższej Szkole Pedagogicznej w Opolu. W 1968 roku obronił w WSP w Opolu rozprawę doktorską pt.: Położenie i postawa polskiej ludności górnośląskiej w czasie I wojny światowej otrzymując stopień naukowy doktora nauk humanistycznych w dziedzinie historii. W 1976 roku habilitował się na podstawie rozprawy pt.: Stosunki społeczne i polityczne w Opolu w latach 1918-1933. W 1983 roku otrzymał tytuł profesora nadzwyczajnego. Kolejno pełnił funkcje kierownika Zakładu Historii Polski i Powszechnej XIX i XX w., Zakładu Historii Śląska, wicedyrektora i dyrektora Instytutu Historii oraz prodziekana na Wydziale Filologiczno-Historycznym. Zmarł w 1987 roku w Warszawie.

## Publikacje
- Stosunek górnośląskiej prasy polskiej do sprawy niepodległości Polski. 1914-1918, wyd. IŚ, Opole 1966.
- Polacy na Górnym Śląsku w latach I wojny światowej. Położenie i postawa, wyd. Śląsk, Katowice 1971.
- Stosunki społeczne i polityczne w Opolu w latach 1918-1933, wyd. PWN, Wrocław 1977.
- Polacy w Opolu 1933-1939, wyd. Ossolineum, Wrocław 1980.
- Dzień powszechny na Śląsku Opolskim w czasie I wojny światowej, wyd. IŚ, Opole 1987.